# Ratzeburgiola incompleta
Ratzeburgiola incompleta är en stekelart som beskrevs av Boucek 1971. Ratzeburgiola incompleta ingår i släktet Ratzeburgiola och familjen finglanssteklar.
Artens utbredningsområde är:
- Bulgarien.
- Tjeckien.
- Slovakien.
- Italien.
- Syrien.
- Israel.
- Jordan.
- Azerbajdzjan.
- Turkiet.
- Moldavien.

Inga underarter finns listade i Catalogue of Life.